# Закон Педерсена

Хольгер Педерсен до 1896 года в Грайфсвальде

Зако́н Пе́дерсена (другие названия — пра́вило «руки́», перехо́д *s в *x) — фонетический закон, сформулированный независимо друг от друга К. Уленбеком в 1894 году и Х. Педерсеном в 1895 году для славянских языков. В научный оборот быстрее вошла статья Педерсена, и впоследствии закон стали называть его именем. Позднее, в 1922 году, закон был распространён А. Мейе на все сатемные языки. Протекал в них не единообразно, условия в различных языках отличаются друг от друга.

## Название
По звукам r, u, k, i, обусловливавшим переход, этот фонетический закон также называют правилом «руки» (англ. the ‘ruki’ rule).  Это название не употреблялось до 1960-х годов; вероятно, оно было придумано Р. О. Якобсоном. До того при указании на фонетический контекст данного перехода чаще всего использовался порядок i, u, r, k (гораздо более логичный в отношении естественных фонетических классов): в нидерландском языке и сейчас жаргонный термин iurk (произносится [jœrk]) используется для обозначения закона Педерсена.

## Славянские языки

### Описание явления
Условия этого фонетического изменения вслед за Х. Педерсеном можно определить так: *s после *ī, *i, *i̯, *ū, *u, *u̯, *r, *k изменился в велярный спирант *х, если за ним не следовал взрывной звук *p, *t или *k. Сочетание *kx в дальнейшем упростилось в *x. Переход не происходил перед звонкими согласными, где выступал другой аллофон фонемы /s/ — [z].
В результате действия закона Педерсена фонетическая система праславянского языка пополнилась третьим заднеязычным звуком *х.
Переход *s в *x проходил в таких грамматических формах, как местн. п. мн. ч. -u-основ, -i-основ, -o-основ, род. п. и местн. п. мн. ч. указательных местоимений, а также формах аориста некоторых глаголов.

### Стадии перехода
Уже Х. Педерсен предположил, что данное изменение шло в два этапа: *s > *š (ʃ) > *x. Позже его поддержали и другие учёные, например, А. Мейе, А. М. Селищев, А. Н. Савченко. А. Мейе даже предположил, что праславянский язык унаследовал «восточное» (то есть восточно-индоевропейское) *š, изменив его в *х перед гласными непереднего ряда, но сохранив перед гласными переднего ряда, то есть по аналогии с чередованиями *k/*č и *g/*ž. Таким образом, Мейе ставит здесь общепринятую хронологию с ног на голову, признавая первичный характер š в ст.‑слав. бꙑшѧ и оуши и вторичный х в бꙑхъ и оухо. Ю. В. Шевелёв считает эту гипотезу крайне маловероятной, поскольку в истории праславянского языка известны изменения велярных в палатальные, но не наоборот.
Типологическую параллель возможному изменению *š > *x представляет аналогичное изменение в истории испанского языка.
С. Б. Бернштейн отстаивает непосредственный переход, указывая на то, что науке известны случаи непосредственного перехода зубных согласных в заднеязычные.

### Артикуляционная обусловленность перехода
Некоторые учёные указывают на то, что между звуками *u, *i, *r, с одной стороны, и *k, с другой, нет фонетического сходства, и предлагают видеть здесь два различных изменения или два этапа одного изменения.

### Примеры

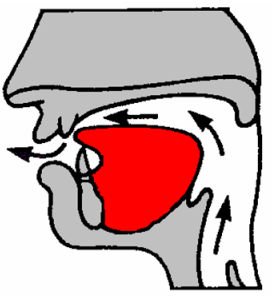
Звук *s — единственный спирант позднепраиндоевропейского языка

- пра-и.е. *teisos > *teixos «прямой, ровный» > праслав. *tixъ > ст.‑слав. тихъ, рус. ти́хий. Ср. лит. teisùs «справедливый», tiesùs «простой, честный, открытый»[15][16];
- пра-и.е. *pers- «брызгать» > *porxos > праслав. *porxъ «пыль, мелкие частицы» > ст.‑слав. прахъ, рус. по́рох. Ср. др.-сканд. fors «водопад»[17][18];
- пра-и.е. *wṛsus > *wirxus > праслав. *vьrxъ > ст.‑слав. врьхъ, рус. верх. Ср. лит. viršùs, др.-инд. वर्ष्मा (IAST: varṣmā) «высота, верх, величина»[19][20];
- пра-и.е. *saṷsos > *soṷxos > праслав. *suxъ > рус. сухо́й. Ср. лит. saũsas, латыш. sàuss, др.-греч. αὖος, др.-инд. शुष्कः (IAST: śúşkaḥ) «сухой»[21][22];
- пра-и.е. *leikwsos > *leikxos > праслав. lixъ(jь) > ст.‑слав. лихъ «чрезмерный, излишний», рус. лихо́й. Cp. др.-греч. λείψανον «остаток»[23].

### Хронология

Звук š — возможная стадия перехода s в x

#### Абсолютная хронология
Переход *s в *x осуществился в раннем праславянском языке.
Ю. В. Шевелёв датирует переход *s в *x VI—V веками до н. э. К середине 1-го тысячелетия до н. э. данный процесс относит и А. Лампрехт.

#### Относительная хронология
Переход *s в *x произошёл до завершения процесса сатемизации. Об этом свидетельствует противопоставление *pьsati «писать» : *pьxati «пихать». В слове *pьsati s (< *k̂) находится в позиции, отвечающей условиям перехода в х, то, что этот переход не осуществился, означает, что на момент его действия на месте s был ещё другой звук.
Р. Матасович, напротив, считает, что действие закона Педерсена происходило после сатемизации, поскольку его рефлексов не наблюдается в таких словах, как ст.‑слав. ось, лит. ašìs < пра-и.е. *h2ek̂sis «ось» и ст.‑слав. дєсьнъ < пра-и.е. *dek̂sinos «правый».
Также закон Педерсена действовал до таких славянских фонетических процессов, как монофтонгизация дифтонгов, палатализация заднеязычных и упрощение групп согласных по закону открытого слога.
Действие перехода *s > *x завершилось до славяно-германских контактов. Об этом говорят два факта:
1. Праславянские германизмы, в которых есть условия для перехода, его не отражают. Например, праслав. *userędzь «серьга» < гот. *ausihriggs «серьга», праслав. *cěsar’ь «царь» < гот. kaisar < лат. caesar «цезарь».
2. Германское h стабильно передаётся славянским x, что было бы невозможно, если бы x не функционировало уже в праславянском как полноценная фонема. Например, праслав. *xyzъ (ст.‑слав. хꙑжина, рус. хижина) < прагерм. *hūs, *xъlmъ «холм» < прагерм. *hulma-, *šata / *šatъ «одеяние, покров» (пол. szata) < прагерм. *hētaz.

### Другие источники звука *х в праславянском языке

Звук х, получившийся в результате действия закона Педерсена в праславянском языке

Закон Педерсена был не единственным источником звука *х в праславянском языке. Данный звук также мог появляться:
- Из начального сочетания s-mobile с начальным звонким заднеязычным[32].
- Как результат аналогии[33][34][35][29]
  - с приставочными образованиями: *xoditi «ходить» как *prixoditi «приходить»;
  - с другими типами склонения: *ženaxъ «женщинах» как *synъxъ «сыновьях» и *gostьxъ «гостях»;
  - или спряжения *nesoxъ «я принёс» как *rěxъ «я сказал»; *bereši «берёшь» как *vidiši «видишь»;
- В заимствованиях. Например, праслав. *xlěbъ «хлеб» < гот. hlaifs[36], праслав. *xlěvъ «хлев» < гот. hlaiw «могила, пещера»[37];
- В некоторых случаях *x возникло в ономатопеических и экспрессивных словах. Например, в *xoxotati «хохотать», *xъrkati «хрипеть, кашлять» и др.[38].

Какое-то время учёные полагали, что праслав. *x мог возникать также из пра-и.е. *kh, но после того, как было доказано, что в праиндоевропейском не было глухих придыхательных, отказались от этой мысли.

## Балтийские языки
В балтийских языках по закону Педерсена *s переходило в *š, однако в литовском существуют примеры без перехода в положении после *u и *i (данные латышского и древнепрусского языков непоказательны, поскольку в них š перешло обратно в s):
- лит. mаĩšаs «мешок» при ст.‑слав. мѣхъ «мех», др.-инд. meṣáḥ (IAST: मेषः) «баран», авест. mаēšа- «овца», др.-сканд. meiss «плетеная корзина для переноски»;
- лит. jū́šė «рыбная уха, варево» при др.-рус. оуха, др.-инд. यूषः (IAST: yūṣaḥ) «отвар, бульон», лат. iūs «похлёбка, суп»;

но
- лит. paisýti «толочь лён» при др.-рус. пьхати, пихати;
- лит. ausìs «ухо» при ст.‑слав. оухо.

Я. Отрембский полагал, что в литовском š перешло обратно в s в положении после u и i. То же š, которое в литовских словах фиксируется после u и i, по мнению польского учёного, восходит к *šj. С. Б. Бернштейн считал это объяснение надуманным и тенденциозным.
По наблюдениям С. Каралюнаса, после *u и *i звук *s переходил в *š в прабалтийском в положении не перед сонантом и только, когда эти два звука относились к одной морфеме.

## Индоиранские языки
В праиндоарийском *s переходил в церебральный ṣ в положении после ī, i, i̯, ū, u, u̯, r, k, k̂ (который в сочетании с ṣ утратил палатальную артикуляцию и совпал с исконным k), в том числе и в положении перед смычными, но зато не перед r или r̥:
- др.-инд. अक्षः (IAST: ákṣaḥ) «ось». Ср. ст.‑слав. ось, лат. axis, др.-греч. ἄξων, лит. ašìs «ось»;
- др.-инд. क्षुद्रः (IAST: kṣudráḥ) «маленький». Ср. ст.‑слав. хоудъ «худой»;
- др.-инд. वर्ष्मा (IAST: varṣmā) «высота, верх, величина». Ср. ст.‑слав. врьхъ, рус. верх, лит. viršùs;
- др.-инд. शुष्कः (IAST: śúṣkaḥ) «сухой». Ср. рус. сухо́й, лит. saũsas, латыш. sàuss, др.-греч. αὖος «сухой»;
- др.-инд. विषम् (IAST: viṣám) «яд». Ср. лат. vīrus, др.-греч. ἰός «яд»;
- др.-инд. तिस्रः (IAST: tisráḥ) «три» (ж. р.). Ср. авест. tišrō «три» (ж. р.).

В отличие от славянских языков, в индоарийских следующий за *s взрывной не препятствовал изменению: праслав. *pěstъ (< *poi̯stos) «пест» при др.-инд. पिष्टः (IAST: piṣṭáḥ) «молотый».
В прануристанском s переходил в š после ī, i, i̯, r, k, k̂, но не после ū, u, u̯.
В иранских языках s > š после ī, i, i̯, ū, u, u̯, r, k, k̂.
Немаловажно также то, что в индоиранских языках s изменялся и после i < *ə и r < *l.

## Албанский язык
В албанском языке имеет место переход *s > *š после *ī, *i, *i̯, *ū, *u, *u̯:
- п.-алб. *dausa > *dauša > алб. dash «баран». Ср. гот. dius «зверь», лит. daũsos «воздух», праслав. *duxъ «дух»;
- п.-алб. *laisa > *laiša > алб. lesh «шерсть, волосы». Ср. лит. laĩškas «лист», праслав. *listъ «лист».

## Армянский язык
В армянском *s между гласными переходит в *h и исчезает, поэтому здесь мы сталкиваемся только со следами произношения š после *k.

## Общее изменение или ряд независимых?
Существуют три точки зрения на то, является ли закон Педерсена общим изменением сатемных языков или он проходил уже в отдельных языках независимо:
- Закон Педерсена осуществлялся уже в отдельных языках независимо. В пользу этого говорит то, что условия протекания этого фонетического изменения несколько отличаются в разных языках.
- Это общая инновация сатемных языков, центр которой лежит в индоиранских диалектах (так, британский индолог Т. Барроу считал маловероятной возможность того, чтобы это изменение произошло в разных индоевропейских языках независимо[50]), либо, как полагает, например, голландский лингвист Р. Бекес, данное фонетическое изменение осуществилось уже в диалектах праязыка, но его результаты фонологизировались уже в отдельных языках[51].
- Общее в результатах и условиях протекания закона Педерсена в различных языках вызвано их контактированием между собой во время протекания этого фонетического изменения.